# 児島湾締切堤防

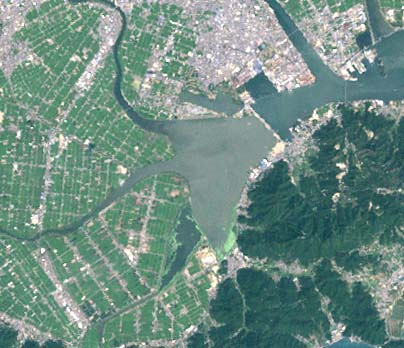
海を仕切る白い線が締切堤防

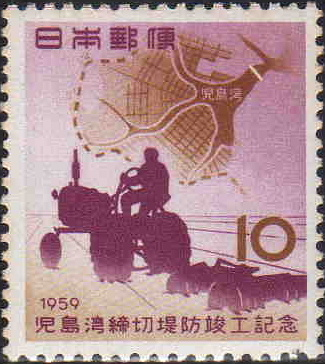
1959年に発行された児島湾締切堤防竣工記念切手

児島湾締切堤防（こじまわんしめきりていぼう）は、岡山県岡山市南区の築港地区（岡山港方面）から郡地区を結ぶ堤防である。

## 概要
児島湾干拓地の水不足、塩害、浸水などの問題を湾内に流入する笹ヶ瀬川や倉敷川等の河口域を淡水湖とすることによって解決しようと1951年（昭和26年）着工、1959年（昭和34年）完成した。長さは1,558m、幅30m。国から委託を受けて、岡山県が維持管理をしている。この堤防によってできた湖が児島湖である。
定義では堤防から東を海水、西を淡水としている。
堤防完成の翌々年（1961年）から道路としても供用されているが、路線バスを除く大型車両の通行は禁止されている。
建設費は農林省20億5700万円、岡山県6000万円、また地元が受益者負担として1億400万円を負担した。

## 歴史
- 1951年（昭和26年）2月 - 国営児島湾沿岸農業水利（締切堤防）事業として着手。
- 1956年（昭和31年）4月10日 - 昭和天皇、香淳皇后が県内を行幸啓[2]。
- 1959年（昭和34年）2月 - 児島湾を締め切り、淡水化開始。
- 1961年（昭和36年）3月 - 国営児島湾沿岸農業水利（締切堤防）事業完了し児島湾締切堤防完成
- 1961年（昭和36年）10月18日 - 児島湖交通産業株式会社管理の有料道路として供用。
- 1974年（昭和49年）10月1日 - 堤防道路が無料化される。

## 堤防道路
当初の計画では、締切堤防の用途には農業用水確保のほか、国鉄宇野線の短絡線と岡山市-玉野市間の短絡道路とすることが盛り込まれていた。しかし鉄道と道路は計画段階で放棄され、農林省が土地改良法に基づいて行う単独事業となった。農業用水専用の堤防となったことで、干拓農家組織である児島湾土地改良区が、締切堤防に加えて湖岸堤防の管理も単独で行う必要が生じた。改良区は管理費を捻出するため、締切堤防に（農業用水とは関係ない）道路を作るのであれば有料道路とすることを主張した。一方で改良区以外の関係者は、堤防は国の事業による公共の財産であるとして無料開放を主張した。
堤防完成から2年間の協議の末、1961年から有料道路として供用開始。しかし堤防完成でそれまで「陸の孤島」だった状態から解放されると期待した郡地区の住民による無料開放運動は高まり、無料突破デモを繰り返すなどの実力行使が行われた。各種選挙でも争点となり、岡山県議会でも協議されたが、岡山県、岡山市、改良区のそれぞれの思惑が一致せず、なかなか無料開放には至らなかった。
1974年、揚水施設の管理費負担は国と県市町村、締切堤防は県管理とすることで決着。同年10月、堤防完成から15年を経て無料開放が実現した。
無料開放から4年後の1978年には、1日に1万台が通過する交通量を記録している。